# Puchar Szkocji w piłce siatkowej mężczyzn (2024/2025)
SportsHotels.com Puchar Szkocji mężczyzn 2024/2025 (ang. SportsHotels.com Men's Scottish Cup 2024/2025) – 61. edycja rozgrywek o siatkarski Puchar Szkocji zorganizowana przez stowarzyszenie Scottish Volleyball. Rozpoczęła się 21 września 2024 roku. W turnieju wzięły udział 23 drużyny.
Rozgrywki składały się z 1. rundy, 1/8 finału, ćwierćfinałów, półfinałów i finału. W 1. rundzie drużyny rywalizowały w grupach, natomiast w pozostałych rundach w systemie pucharowym. Drużyny, które odpadły z Pucharu Szkocji w 1. rundzie i 1/8 finału, brały udział w turnieju o Tarczę Szkocji.
14 października 2024 roku sponsorem tytularnym Pucharu Szkocji został ogłoszony portal SportsHotels.com.
Półfinały Pucharu Szkocji odbyły się 15 marca 2025 roku w sportscotland National Sports Training Centre Inverclyde w Largs, finał natomiast rozegrano 19 kwietnia 2025 roku w Pleasance Sports Complex & Gym w Edynburgu. Po raz 13. Puchar Szkocji zdobył klub City of Glasgow Ragazzi, który w finale pokonał City of Edinburgh. Najlepszym zawodnikiem (MVP) finału został wybrany Andrij Turyk.

## System rozgrywek
Rozgrywki o Puchar Szkocji w sezonie 2024/2025 składały się z 1. rundy, 1/8 finału (2. rundy), ćwierćfinałów, półfinałów i finału. W 1. rundzie rywalizacja odbywała się w grupach, a od 1/8 finału obowiązywał system pucharowy, w którym o awansie decydował jeden mecz. Przed 1. rundą, 1/8 finału oraz półfinałami przeprowadzano losowanie.
1. runda

Losowanie przed 1. rundą odbyło się 9 sierpnia. Drużyny podzielono na trzy koszyki. W pierwszym koszyku znaleźli się uczestnicy Division One, w drugim – drużyny z Division Two, a w trzecim – zespoły grające wyłącznie w Pucharze Szkocji.
| Koszyk 1                                                                                     | Koszyk 2 | Koszyk 3                               |
| -------------------------------------------------------------------------------------------- | --- | -------------------------------------- |
| 6 drużyn z Division One                                                                      | 7 drużyn z Division Two | 2 drużyny grające wyłącznie w Pucharze |
| - Dundee - Forza Ragazzi - Glasgow Mets 2 - Lenzie - Edinburgh Jets - Edinburgh University 2 | - City of Edinburgh 2 - Dundee University - Edinburgh Jets 2 - Kelvin Valley - Liberton NUVOC - South Ayrshire 2 - Volleyball Aberdeen Thunder | - Orkney - St Andrews University       |

Losowanie przeprowadzono według systemu serpentyny, przedstawionego w poniższej tabeli. Grupa A składała się z 3 drużyn, natomiast pozostałe grupy – z 4 drużyn.
| Grupa A                           | Grupa B                           | Grupa C                           | Grupa D                           |
| --------------------------------- | --------------------------------- | --------------------------------- | --------------------------------- |
| 1. wylosowana drużyna z koszyka 1 | 2. wylosowana drużyna z koszyka 1 | 3. wylosowana drużyna z koszyka 1 | 4. wylosowana drużyna z koszyka 1 |
| 2. wylosowana drużyna z koszyka 2 | 1. wylosowana drużyna z koszyka 2 | 6. wylosowana drużyna z koszyka 1 | 5. wylosowana drużyna z koszyka 1 |
| 3. wylosowana drużyna z koszyka 2 | 4. wylosowana drużyna z koszyka 2 | 5. wylosowana drużyna z koszyka 2 | 6. wylosowana drużyna z koszyka 2 |
|                                   | 2. wylosowana drużyna z koszyka 3 | 1. wylosowana drużyna z koszyka 3 | 7. wylosowana drużyna z koszyka 2 |

W grupie A zespoły rozegrały ze sobą po jednym meczu, a w grupach B-D utworzono pary według następującego schematu:
- para 1: najwyżej rozstawiony zespół – najniżej rozstawiony zespół;
- para 2: dwie pozostałe drużyny.

Zwycięzcy w parach zagrali mecz klasyfikacyjny o miejsca 1-2, natomiast przegrani – o miejsca 3-4. Po dwa najlepsze zespoły ze wszystkich grup awansowały do 1/8 finału, pozostałe kontynuowały rywalizację w Tarczy Szkocji.
1/8 finału

Losowanie par 1/8 finału odbyło się 14 listopada. Drużyny podzielone zostały na dwa koszyki. W pierwszym znalazły się drużyny z Premier League, natomiast w drugim – te, które awansowały z 1. rundy. W pierwszej kolejności losowane były zespoły z pierwszego koszyka. Gospodarzem meczu w parze była drużyna wylosowana jako pierwsza. Zwycięzcy awansowali do ćwierćfinałów, natomiast przegrani dołączyli do rozgrywek o Tarczę Szkocji.
| Numer pary | Drużyna 1                         | Drużyna 2                         |
| ---------- | --------------------------------- | --------------------------------- |
| Para 1     | 1. wylosowana drużyna z koszyka 1 | 1. wylosowana drużyna z koszyka 2 |
| Para 2     | 2. wylosowana drużyna z koszyka 1 | 2. wylosowana drużyna z koszyka 2 |
| Para 3     | 3. wylosowana drużyna z koszyka 1 | 3. wylosowana drużyna z koszyka 2 |
| Para 4     | 4. wylosowana drużyna z koszyka 1 | 4. wylosowana drużyna z koszyka 2 |
| Para 5     | 5. wylosowana drużyna z koszyka 1 | 5. wylosowana drużyna z koszyka 2 |
| Para 6     | 6. wylosowana drużyna z koszyka 1 | 6. wylosowana drużyna z koszyka 2 |
| Para 7     | 7. wylosowana drużyna z koszyka 1 | 7. wylosowana drużyna z koszyka 2 |
| Para 8     | 8. wylosowana drużyna z koszyka 1 | 8. wylosowana drużyna z koszyka 2 |

Ćwierćfinały

Ćwierćfinałowe pary powstały zgodnie z poniższym schematem:
- para 1: zwycięzca w parze 1 1/8 finału – zwycięzca w parze 8 1/8 finału;
- para 2: zwycięzca w parze 2 1/8 finału – zwycięzca w parze 7 1/8 finału;
- para 3: zwycięzca w parze 3 1/8 finału – zwycięzca w parze 6 1/8 finału;
- para 4: zwycięzca w parze 4 1/8 finału – zwycięzca w parze 5 1/8 finału.

Gospodarzami spotkań byli zwycięzcy w parach 1-4 1/8 finału. Zwycięzcy awansowali do półfinałów, natomiast przegrani zakończyli udział w rozgrywkach.
Półfinały

Losowanie półfinałów odbyło się 14 lutego. Półfinały rozegrano w wyznaczonym przez Scottish Volleyball miejscu w ramach Semi Final Saturday.
Finał

Finał odbył się w wyznaczonym przez Scottish Volleyball miejscu. Zwycięzca finałowego meczu zdobył Puchar Szkocji.

## Drużyny uczestniczące
W Pucharze Szkocji w sezonie 2024/2025 brały udział 23 drużyny. W rozgrywkach mogły uczestniczyć zespoły z Scottish Volleyball Leagues (SVL) – Premier League, Division One i Division Two – oraz inne drużyny zarejestrowane w Scottish Volleyball. Każdy klub mógł zgłosić więcej niż jedną drużynę, ale dany zawodnik miał prawo grać tylko w jednej przez cały okres trwania rozgrywek.
| Premier League (8 drużyn)  | Premier League (8 drużyn) |
| -------------------------- | ------------------------- |
| City of Edinburgh          | finał                     |
| City of Glasgow Ragazzi    | zwycięstwo                |
| Edinburgh Jets Bears       | ćwierćfinał               |
| Edinburgh University       | ćwierćfinał               |
| Glasgow Mets               | półfinał                  |
| NUVOC                      | półfinał                  |
| South Ayrshire             | ćwierćfinał               |
| Volleyball Aberdeen Vortex | 1/8 finału                |

| Division One (6 drużyn) | Division One (6 drużyn) |
| ----------------------- | ----------------------- |
| Dundee                  | 1. runda                |
| Forza Ragazzi           | ćwierćfinał             |
| Glasgow Mets 2          | 1. runda                |
| Lenzie                  | 1/8 finału              |
| Edinburgh Jets          | 1/8 finału              |
| Edinburgh University 2  | 1. runda                |

| Division Two (7 drużyn)     | Division Two (7 drużyn) |
| --------------------------- | ----------------------- |
| City of Edinburgh 2         | 1. runda                |
| Dundee University           | 1/8 finału              |
| Edinburgh Jets 2            | 1/8 finału              |
| Kelvin Valley               | 1/8 finału              |
| Liberton NUVOC              | 1/8 finału              |
| South Ayrshire 2            | 1. runda                |
| Volleyball Aberdeen Thunder | 1/8 finału              |

| Pozostałe (2 drużyny) | Pozostałe (2 drużyny) |
| --------------------- | --------------------- |
| Orkney                | 1. runda              |
| St Andrews University | 1. runda              |

## Rozgrywki
Godziny do 27 października 2024 roku i od 30 marca 2025 roku podane są według strefy czasowej UTC+1, a od 27 października 2024 roku do 30 marca 2025 roku – według strefy czasowej UTC±0.

### 1. runda
Legenda:
    1/8 finału Pucharu Szkocji
    1. runda Tarczy Szkocji

#### Grupa A
Tabela
| Lp. | Drużyna             | Pkt | Mecze | Mecze   | Mecze   | Sety | Sety | Sety  | Małe punkty | Małe punkty | Małe punkty |
| Lp. | Drużyna             | Pkt | M     | W (3:2) | P (2:3) | wyg. | prz. | ratio | zdob.       | str.        | ratio       |
| --- | ------------------- | --- | ----- | ------- | ------- | ---- | ---- | ----- | ----------- | ----------- | ----------- |
| 1   | Forza Ragazzi       | 6   | 2     | 2 (0)   | 0 (0)   | 6    | 0    | MAX   | 150         | 110         | 1.364       |
| 2   | Dundee University   | 3   | 2     | 1 (0)   | 1 (0)   | 3    | 4    | 0.750 | 151         | 161         | 0.938       |
| 3   | City of Edinburgh 2 | 0   | 2     | 0 (0)   | 2 (0)   | 1    | 6    | 0.167 | 141         | 171         | 0.825       |

Źródło: 
Punktacja: 3:0 i 3:1 – 3 pkt; 3:2 – 2 pkt; 2:3 – 1 pkt; 1:3 i 0:3 – 0 pkt
Zasady ustalania kolejności: 1. liczba punktów; 2. liczba zwycięstw; 3. stosunek setów; 4. stosunek małych punktów; 5. bilans w bezpośrednich meczach
Wyniki spotkań

| 21 września 2024 9:30 Źródło: | Forza Ragazzi | 3:0 (25:21, 25:19, 25:15) | Dundee University | Coatbridge High School, Coatbridge |

| 21 września 2024 11:30 Źródło: | Forza Ragazzi | 3:0 (25:18, 25:20, 25:17) | City of Edinburgh 2 | Coatbridge High School, Coatbridge |

| 21 września 2024 13:30 Źródło: | City of Edinburgh 2 | 1:3 (14:25, 25:20, 24:26, 23:25) | Dundee University | Coatbridge High School, Coatbridge |

#### Grupa B
Tabela
| Lp. | Drużyna                     |
| --- | --------------------------- |
| 1   | Lenzie                      |
| 2   | Volleyball Aberdeen Thunder |
| 3   | St Andrews University       |
| 4   | South Ayrshire 2            |

Wyniki spotkań

Półfinały

| 21 września 2024 13:00 Źródło: | Lenzie | 3:0 (25:12, 25:18, 25:23) | St Andrews University | Lenzie Academy, Lenzie |

| 21 września 2024 13:00 Źródło: | South Ayrshire 2 | 2:3 (18:25, 18:25, 25:10, 28:26, 12:15) | Volleyball Aberdeen Thunder | Prestwick Academy, Prestwick |

Mecz o 3. miejsce w grupie

| 9 listopada 2024 16:00 Źródło: | St Andrews University | 3:0 (25:23, 25:18, 25:14) | South Ayrshire 2 | Saints Sport – University of St Andrews, St Andrews |

Mecz o 1. miejsce w grupie

| 9 listopada 2024 13:00 Źródło: | Lenzie | 3:0 (25:13, 25:17, 25:13) | Volleyball Aberdeen Thunder | Lenzie Academy, Lenzie |

#### Grupa C
Tabela
| Lp. | Drużyna        |
| --- | -------------- |
| 1   | Edinburgh Jets |
| 2   | Kelvin Valley  |
| 3   | Orkney         |
| 4   | Dundee         |

Wyniki spotkań

Półfinały

| 21 września 2024 10:00 Źródło: | Edinburgh Jets | 3:1 (26:24, 21:25, 25:11, 25:19) | Orkney | Craigie High School, Dundee |

| 21 września 2024 10:45 Źródło: | Dundee | 0:3 (wo.) (0:25, 0:25, 0:25) | Kelvin Valley | Craigie High School, Dundee |

Mecz o 3. miejsce w grupie

| Źródło: | Orkney | 3:0 (wo.) (25:0, 25:0, 25:0) | Dundee |  |

Mecz o 1. miejsce w grupie

| 9 listopada 2024 12:00 Źródło: | Edinburgh Jets | 3:2 (25:20, 25:20, 16:25, 24:26, 15:7) | Kelvin Valley | Edinburgh College – Granton Campus, Edynburg |

#### Grupa D
Tabela
| Lp. | Drużyna                |
| --- | ---------------------- |
| 1   | Liberton NUVOC         |
| 2   | Edinburgh Jets 2       |
| 3   | Glasgow Mets 2         |
| 4   | Edinburgh University 2 |

Wyniki spotkań

Półfinały

| 21 września 2024 13:00 Źródło: | Edinburgh University 2 | 0:3 (wo.) (0:25, 0:25, 0:25) | Liberton NUVOC | Pleasance Sports Complex, Edynburg |

| 21 września 2024 13:45 Źródło: | Glasgow Mets 2 | 0:3 (wo.) (0:25, 0:25, 0:25) | Edinburgh Jets 2 | ARC Health and Wellbeing Facility, Glasgow |

Mecz o 3. miejsce w grupie

| 9 listopada 2024 14:30 Źródło: | Edinburgh University 2 | 1:3 (25:15, 23:25, 20:25, 23:25) | Glasgow Mets 2 | St Augustine's High School, Edynburg |

Mecz o 1. miejsce w grupie

| 9 listopada 2024 10:30 Źródło: | Liberton NUVOC | 3:0 (26:24, 25:11, 28:26) | Edinburgh Jets 2 | Liberton High School, Edynburg |

### 1/8 finału
| (1)7 grudnia 2024 11:45 Źródło: | Glasgow Mets | 3:2 (24:26, 19:25, 25:20, 25:23, 25:12) | Lenzie | Chryston High School, Chryston |

| (8)7 grudnia 2024 14:30 Źródło: | Volleyball Aberdeen Vortex | 0:3 (24:26, 22:25, 21:25) | Forza Ragazzi | Aberdeen Grammar School, Aberdeen |

| (2)7 grudnia 2024 15:00 Źródło: | City of Edinburgh | 3:0 (wo.) (25:0, 25:0, 25:0) | Volleyball Aberdeen Thunder | Forrester High School, Edynburg |

| (7)7 grudnia 2024 12:00 Źródło: | Edinburgh Jets Bears | 3:0 (25:15, 25:17, 25:20) | Dundee University | Edinburgh College – Granton Campus, Edynburg |

| (3)7 grudnia 2024 10:00 Źródło: | City of Glasgow Ragazzi | 3:0 (25:15, 25:10, 25:13) | Liberton NUVOC | Coatbridge High School, Coatbridge |

| (6)7 grudnia 2024 15:30 Źródło: | Edinburgh University | 3:0 (25:12, 25:19, 25:9) | Edinburgh Jets | Pleasance Sports Complex, Edynburg |

| (4)7 grudnia 2024 10:30 Źródło: | NUVOC | 3:0 (25:18, 25:10, 25:7) | Edinburgh Jets 2 | Liberton High School, Edynburg |

| (5)7 grudnia 2024 13:00 Źródło: | South Ayrshire | 3:0 (25:9, 25:13, 25:14) | Kelvin Valley | Prestwick Academy, Prestwick |

### Ćwierćfinały
| 8 lutego 2025 12:45 Źródło: | Glasgow Mets | 3:0 (25:19, 30:28, 25:21) | Forza Ragazzi | Chryston High School, Chryston |

| 8 lutego 2025 12:00 Źródło: | City of Edinburgh | 3:1 (25:21, 25:19, 22:25, 25:17) | Edinburgh Jets Bears | Queensferry High School, Queensferry |

| 8 lutego 2025 14:00 Źródło: | City of Glasgow Ragazzi | 3:0 (27:25, 25:19, 25:23) | Edinburgh University | Coatbridge High School, Coatbridge |

| 8 lutego 2025 10:45 Źródło: | NUVOC | 3:1 (25:22, 19:25, 25:19, 25:19) | South Ayrshire | Liberton High School, Edynburg |

### Półfinały
| 15 marca 2025 15:00 Źródło: | NUVOC | 0:3 (18:25, 26:28, 20:25) | City of Glasgow Ragazzi | National Sports Training Centre Inverclyde, Largs |

| 15 marca 2025 17:30 Źródło: | Glasgow Mets | 0:3 (20:25, 18:25, 24:26) | City of Edinburgh | National Sports Training Centre Inverclyde, Largs |

### Finał
| 19 kwietnia 2025 15:00 Źródło: | City of Glasgow Ragazzi | 3:2 (20:25, 25:21, 25:19, 23:25, 15:12) | City of Edinburgh | Pleasance Sports Complex, Edynburg |